# Scoglio Piccolo (Carlopago)
Lo scoglio Piccolo o scoglio Mali (in croato Mali Greben o Veli Školjić) è uno scoglio della Dalmazia settentrionale nella regione della Lika e di Segna, in Croazia. Si trova nella parte centrale del canale della Morlacca (mare Adriatico) vicino alla costa dalmata.

## Geografia
Scoglio Piccolo dista solo 100 m dalla costa nel tratto che sta fra Cesarizza (Cesarica) e Carlopago, è situato di fronte a val Bonadraga (Bojna draga) e al piccolo insediamento omonimo. Lo scoglio ha un'altezza di 3,6 m

### Isolotti adiacenti
- Scoglio Drenovizza[5] (hrid Kovač), piccolo scoglio 1,5 km[1] a nord-ovest di Scoglio Piccolo e a sud-est di porto Cesarizza[6] (luka Cesarica). Si trova a 230 m di distanza da punta Drvarica 44°33′34″N 15°01′39″E.
- Hrid Crkveni Gaj (Mali Školjić), situato a sud-est di scoglio Piccolo, a 570 m[1]; dista dalla costa 130 m[1] 44°32′34″N 15°02′56″E.

### Cartografia
- (HR) Mappa topografica della Croazia 1:25000, su preglednik.arkod.hr. URL consultato il 1º giugno 2017.
- Carta di cabottaggio del mare Adriatico, foglio V, Milano, Istituto geografico militare, 1822-1824. URL consultato il 2 giugno 2017 (archiviato dall'url originale il 23 agosto 2021).